# Spheniopsis frankbernardi
Spheniopsis frankbernardi is een tweekleppigensoort uit de familie van de Spheniopsidae. De wetenschappelijke naam van de soort is voor het eerst geldig gepubliceerd in 1990 door Coan.